# Junkers-Spitzbergen-Expedition

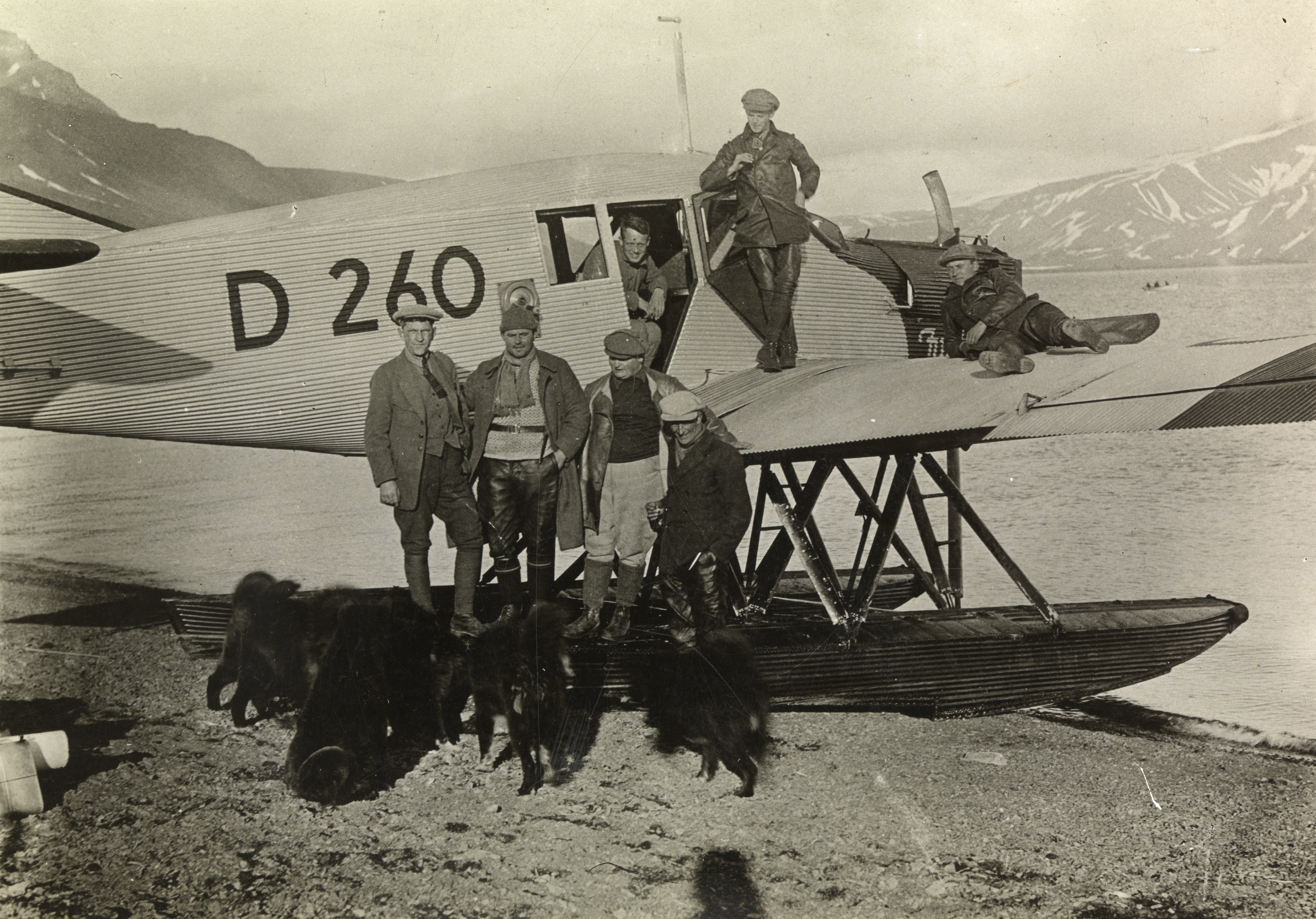
Teilnehmer an der Expedition von links nach rechts: Wegener, Neumann, Hammer, Duus (unten), Löwe, Holbein, Wedekind (oben), Foto: Mittelholzer

Die Junkers-Spitzbergen-Expedition war eine 1923 von der Junkers Motorenbau GmbH als Hilfsexpedition für den norwegischen Polarforscher Roald Amundsen geplante, schließlich aber eigenständige wissenschaftliche Expedition mit einem Ganzmetallflugzeug Junkers F 13. In ihrem Verlauf führten Arthur Neumann und Walter Mittelholzer den ersten Motorflug nördlich des 80. Breitengrads aus. Mittelholzer nahm dabei die ersten Luftbilder Spitzbergens auf.

## Vorgeschichte
Roald Amundsen erwarb 1922 eine Larsen JL-6, einen Nachbau der Junkers F 13, und plante, mit ihr von Point Barrow über den Nordpol nach Spitzbergen zu fliegen. Das Unternehmen war hochriskant, insbesondere deshalb, weil Amundsen die Reichweite der Maschine überschätzte. Nach Ansicht des Herstellers konnte das Flugzeug nicht genug Treibstoff aufnehmen, um Spitzbergen zu erreichen. Haakon H. Hammer, ein Vertrauter Amundsens, wandte sich daraufhin an die Junkerswerke mit der Bitte, eine kleine Expedition auszurüsten, die nördlich von Spitzbergen Lebensmitteldepots bis zum wahrscheinlichen Landungsort Amundsens anlegen sollte. Die Junkerswerke nahmen dies zum Anlass, eines ihrer Flugzeuge publikumswirksam unter polaren Bedingungen zu testen.

## Vorbereitung

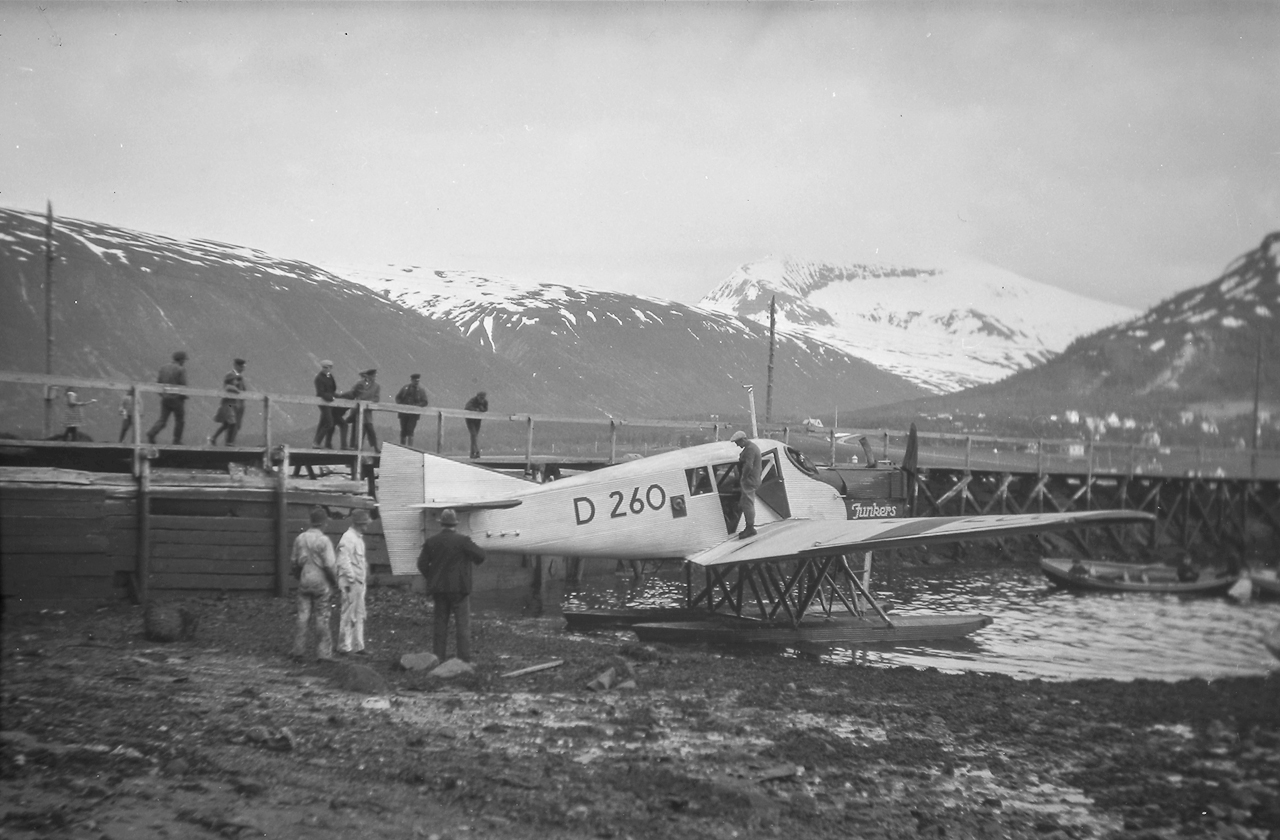
Die Junkers D 260 in Tromsø

Die Expedition musste infolge des engen Zeitrahmens in großer Eile vorbereitet werden. Es wurde eine Expeditionsmannschaft zusammengestellt, zu der neben Hammer die beiden Piloten Arthur Neumann und Fredy Duus, der Monteur Holbein sowie W. Löwe als offizieller Vertreter der Junkerswerke gehörten. Auf Empfehlung Hugo Hergesells war der Meteorologe Kurt Wegener als wissenschaftlicher Berater verpflichtet worden. Dieser besaß als Einziger Arktiserfahrung – er hatte von 1912 bis 1913 das Geophysikalische Observatorium Ebeltofthafen in Albert-I-Land geleitet. Erst am 9. Juni – also 11 Tage vor Amundsens vorgesehenem Starttermin – bekam der Schweizer Pilot und Reiseschriftsteller Walter Mittelholzer in Berlin das Angebot, als Fotograf und Kameramann an der Expedition teilzunehmen. Die Optische Anstalt C. P. Goerz stellte ihm kurzfristig eine hochwertige Film- und Fotoausrüstung zur Verfügung. Wegener und die Angestellten von Junkers hatten sich zu diesem Zeitpunkt bereits mit der verpackten Junkers D 260 Eisvogel auf einem norwegischen Passagierdampfer nach Bergen eingeschifft. Die Maschine war mit Schwimmkörpern zum Wasserflugzeug umgewandelt worden. Anstelle der beiden vorderen Passagiersitze besaß sie einen Zusatztank, sodass sie statt 6 bis zu 18 Stunden in der Luft bleiben konnte. Erst am 15. Juni war das Expeditionsteam in Bergen vereint, musste aber drei Tage auf den Kohlendampfer Eidshorn warten, der es bis zum 21. Juni nach Tromsø brachte. Gerade als das Schiff den nördlichen Polarkreis passierte, erfuhren die Männer, dass Amundsen den Polflug nach zwei missglückten Testflügen seines Piloten Oskar Omdal abgesagt hatte.
In Absprache mit den Junkerswerken fiel die Entscheidung, die Reise nach Spitzbergen fortzusetzen. Die hinfällig gewordene Hilfsexpedition wurde kurzerhand zu einer wissenschaftlichen Expedition zur Luftbilderfassung Spitzbergens umdeklariert. Das bisherige Nebenziel, Film- und Fotoaufnahmen zu machen, um die Expedition damit teilweise zu finanzieren, wurde nun zum Hauptzweck der Unternehmung. Mit dem inzwischen zusammengebauten Eisvogel wurden einige Probeflüge absolviert, bevor der holländische Dampfer Ameland ihn im Ganzen nach Green Harbour (heute: Grønfjord) transportierte. Am 4. Juli bezog die Expedition bei der norwegischen Funkstation am Grønfjord Quartier, 2,5 km südlich von Green Harbour.

## Verlauf

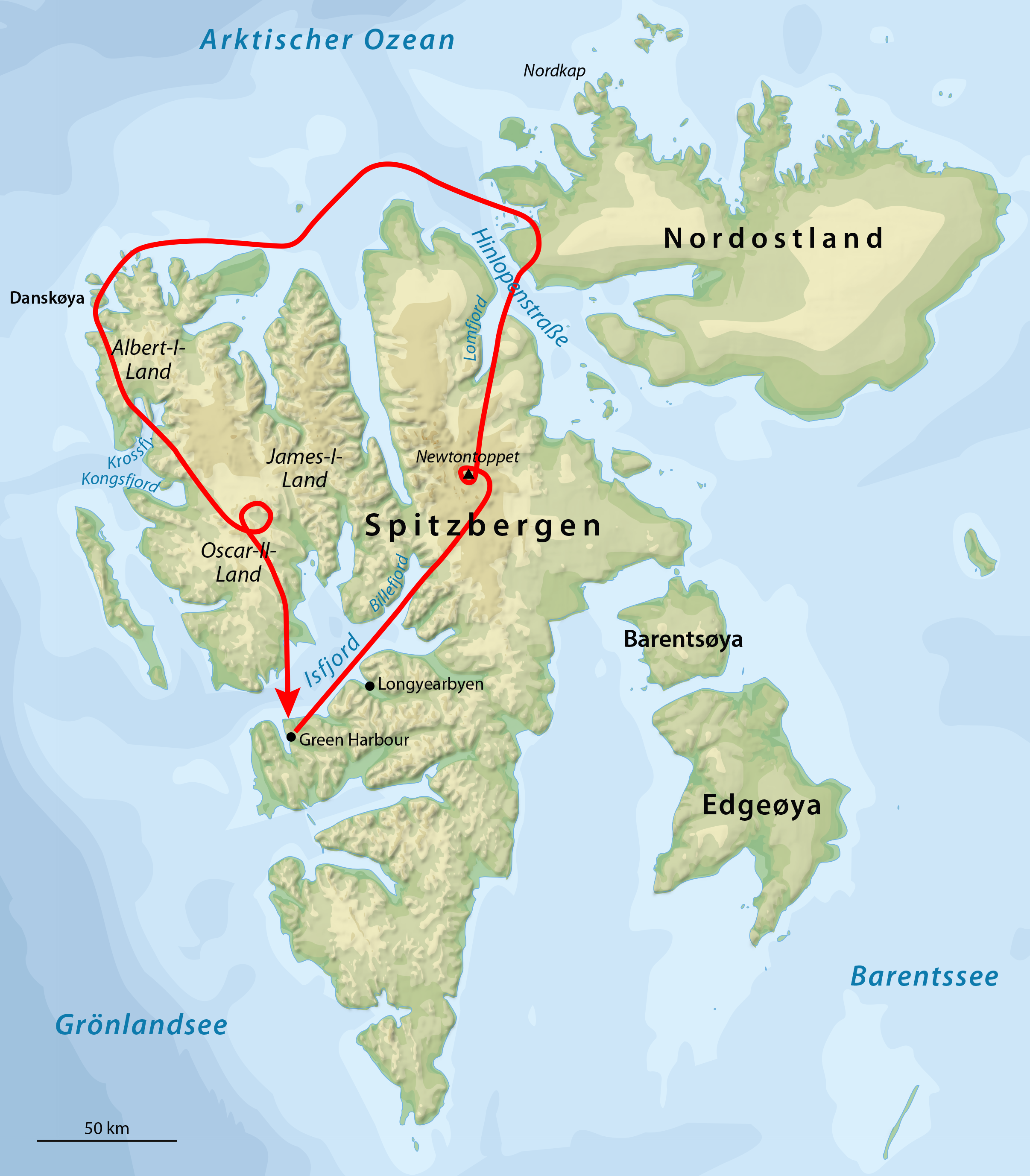
Flugroute am 8. Juli 1923

Blick auf den Newtontoppen von Norden

Die Mündung des Lomfjords in die Hinlopenstraße

Svea, ein Berg der Tre Kroner

Vom 5. bis 7. Juli führte die Expedition drei Probeflüge mit jeweils wachsender Flugstrecke im Gebiet des Isfjords durch. Während Neumann den Eisvogel steuerte, bediente Mittelholzer wechselseitig die Foto- und die Filmkamera. Der dritte Flug diente auch der Erkundung der nördlich des Isfjords gelegenen Gebiete von Oscar-II- und James-I-Land. Mittelholzer wollte eine Vorstellung von der Beschaffenheit des Wegs bekommen, der im Fall einer Havarie auf einem der geplanten großen Aufklärungsflüge auf Skiern zu bewältigen wäre, um in bewohnte Gegenden zurückzukehren.
Am 8. Juli 1923 sollte der erste große Flug stattfinden. Die Maschine wurde noch einmal gründlich gewartet und mit Skiern, Waffen, Schlafsäcken und Lebensmitteln für drei Wochen beladen. Hinzu kamen zwei Fliegerkameras mit 100 Fotoplatten und die Filmkamera mit 500 m Filmvorrat. Vom Kapitän des norwegischen Hilfskreuzers Farm, der gerade von der Nordküste Spitzbergens kommend in den Grønfjord eingelaufen war, erhielt Mittelholzer die Information, dass sich am Rande des Packeises einige Wal- und Robbenfangschiffe aufhielten, von denen im Fall einer Notlandung Hilfe erwartet werden konnte. Er hatte vor, bis zum Nordkap Nordostlands auf etwa 80,5° nördlicher Breite zu fliegen, die dortigen Inseln fotografisch aufzunehmen und entlang der Nord- und Westküste Westspitzbergens nach Green Harbour zurückzukehren. Bei idealem Wetter startete der Eisvogel kurz vor Mittag mit Neumann und Mittelholzer an Bord und schwenkte bald in Richtung Nordosten. Die Maschine stieg jedoch nur langsam, da der Motor bei höherer Belastung regelmäßig ausfiel. Neumann entschied, den Flug fortzusetzen. Als nach einer Stunde der Billefjord überflogen war, stieß man in ein Gebiet vor, von dem es noch keine genauen Karten gab. Die Chydeniusfjella mit dem höchsten Berg Spitzbergens, dem Newtontoppen, wurden umkreist und gefilmt. Anschließend setzte der Eisvogel den Flug nach Nordosten fort und überquerte den Lomfjord und die Hinlopenstraße. Nachdem der 80. Breitengrad bei der Insel Kvaløya überschritten war, gab Mittelholzer angesichts der Probleme mit dem Motor das Nordkap als Ziel auf. Er ließ Neumann einen westlichen Kurs einschlagen. Die Maschine folgte jetzt der vor der Nordküste liegenden Packeisgrenze und erreichte um 16 Uhr die Insel Danskøya. Hier schwenkte der Eisvogel nach Süden, überquerte Albert-I-Land, den Kross- und den Kongsfjord. Er umkreiste die Nunataks Tre Kroner und erreichte die Basisstation nach fast siebenstündigem Flug rechtzeitig vor dem von Westen aufziehenden Nebel und mit nur noch 12 Litern Treibstoff im Tank. Das Flugzeug hatte eine Strecke von fast 1000 km zurückgelegt.
Der Schaden am Motor stellte sich als irreparabel heraus, da ein benötigtes Ersatzteil fehlte und sich nicht zeitnah beschaffen ließ. Das Flugzeug war nicht mehr in der Lage, sich vom Wasser zu erheben. So blieb es bei dem einen großen Flug. Am 16. Juli trat die Expedition auf der Ameland die Heimreise an.

## Ergebnisse
Die Expedition stellt zweifellos eine bedeutende Pioniertat dar. Ihr sind die ersten wissenschaftlichen Forschungsflüge in der Arktis zu verdanken. Die große Runde vom 8. Juli 1923 war der bis dahin nördlichste Motorflug überhaupt. Die Expedition erbrachte mit den ersten Luftbildern Spitzbergens den Beweis, dass das Flugzeug sich bestens für geografische und kartografische Aufnahmen in schwer zugänglichen Gebieten eignet und in wenigen Stunden gleiche Voraussetzungen für gutes Kartenmaterial schaffen kann wie strapaziöse Landexpeditionen während einer ganzen Saison. So konnte Wegner den Fotografien, die heute im Junkers-Nachlass am Deutschen Museum 72 Mappen und großformatige Firmenalben füllen, Informationen zur Vergletscherung und Verwitterung entnehmen. Obwohl sich die Fotos nicht zur Landvermessung eigneten, entstanden aus einigen der Schrägaufnahmen immerhin Kartenskizzen, die bisher unbekannte Inseln aufzeigten.
Mehrere Punkte verhinderten einen größeren Erfolg der Expedition. Da sie als Hilfe für Amundsen geplant war, standen die Vorbereitungen unter einem enormen Zeitdruck und waren nicht auf wissenschaftliche Ziele fokussiert. Auch nachdem der Hauptzweck der Expedition weggefallen war, waren die Junkerswerke eher an einem publikumswirksamen Film interessiert als an der Verbesserung des Kartenmaterials. Das führte zur Wahl geringer Flughöhen und einer Betonung von Details. Größere Höhen hätten die Verwertbarkeit der Fotos für die Landaufnahme deutlich verbessert. Unglücklicherweise musste die Expedition wegen des Motorschadens der F 13 vorzeitig abgebrochen werden.
1924 erschien bei Orell Füssli in Zürich der Expeditionsbericht Mittelholzers mit Beiträgen Kurt Wegeners, des Photochemikers Adolf Miethe und des Flugtechnikers Hans Boykow (1878–1935) unter dem Titel Im Flugzeug dem Nordpol entgegen. Das Vorwort hatte der norwegische Polarforscher Adolf Hoel verfasst. Das Buch enthält 48 Fotografien und drei Kartenskizzen, die mit einem photogrammetrischen Verfahren auf der Grundlage von Schrägluftbildern erstellt wurden. Den größten Teil des Buchs nimmt der für das breite Publikum geschriebene Reisebericht Mittelholzers ein.
Mittelholzers Expeditionsfilm Im Junkersflugzeug über Spitzbergen ist einer der ersten Werbefilme der Junkerswerke. Im Stil eines Kulturfilms zeigt er dem Publikum den chronologischen und geographischen Ablauf der Expedition und kommentiert diesen über umfangreiche populärwissenschaftliche Zwischentexte. Der Film kam im Frühjahr 1924 in den Verleih der UFA und wurde z. B. im Vorprogramm von Oliver Twist mit Jackie Coogan gezeigt.

## Sonstiges

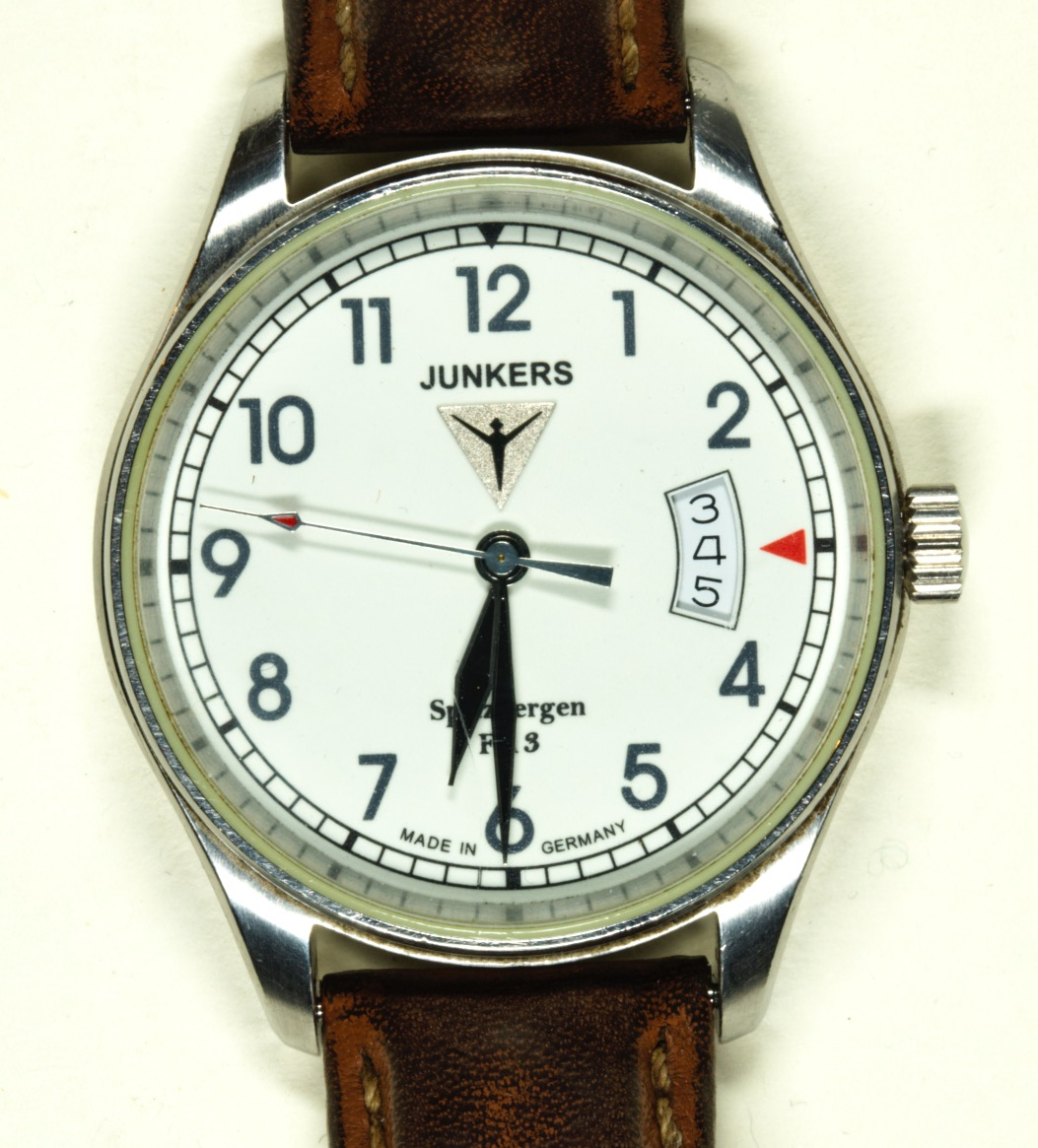
Junkers F13 Armbanduhr

In Erinnerung an die Expedition einer Junkers F13 über Spitzbergen wurde von der Junkers Uhren GmbH eine Armbanduhr Spitzbergen F13 herausgegeben.

## Publikationen

### Reisebericht
- Walter Mittelholzer (Hrsg.): Im Flugzeug dem Nordpol entgegen. Mit Beiträgen von K. Wegener, A. Miethe und H. Boykow, Orell Füssli, Zürich 1924 (englischsprachige Ausgabe: By Airplane towards the North Pole. George Allen & Unwin, London 1925).

### Film
- Im Junkersflugzeug über Spitzbergen auf YouTube, abgerufen am 19. März 2018.